# Camada de Huxley

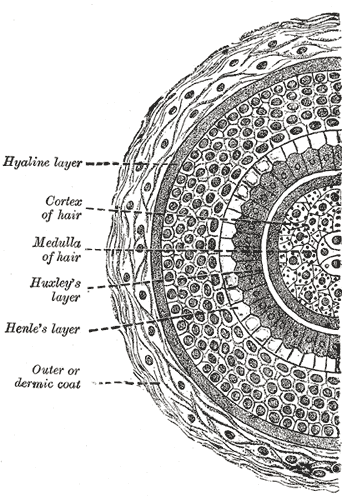
Camadas de células da bainha capilar, com a "camada de Huxley"

A camada de Huxley é o nome da segunda camada da bainha interna da raiz do cabelo e consiste em uma ou duas camadas de células córneas, achatadas e nucleadas. Situa-se entre a camada de Henle e a cutícula. Recebeu este nome em homenagem ao biólogo britânico Thomas Henry Huxley.